# Marc de Saint Moulin
Marc de Saint Moulin (Aat, 22 april 1957) is een Belgisch politicus van de PS.

## Levensloop
Marc de Saint Moulin werd sociaal assistent bij de Socialistische Mutualiteiten om vervolgens immobiliënagent te worden. In 1982 werd hij verkozen tot gemeenteraadslid van Zinnik en was er van 1989 tot 2000 schepen. In 2001 volgde hij Jean-Michel Maes op als burgemeester van Zinnik, wat hij bleef tot in december 2017. Na zijn burgemeesterschap bleef hij tot 2018 wel voorzitter van de gemeenteraad. Na de gemeenteraadsverkiezingen van 2018 werd hij er opnieuw schepen.  
Bij de verkiezingen van 1999 stond hij in het arrondissement Zinnik als eerste opvolger op de lijst voor het Waals Parlement en het Parlement van de Franse Gemeenschap. In 2001 werd hij effectief lid van deze parlementen als opvolger van Willy Taminiaux en bleef beide mandaten vervullen tot in 2014. Tussen 2004 en 2009 was hij secretaris van het Parlement van de Franse Gemeenschap en van 2009 tot 2014 vervulde hij dezelfde functie in het Waals Parlement. Bij de verkiezingen van 2014 was hij geen kandidaat meer om zijn parlementaire mandaten te hernieuwen en maakte plaats voor de jonge Patrick Prévot.